# Getrakmoyan
Getrakmoyan is een bestuurslaag in het regentschap Cirebon van de provincie West-Java, Indonesië. Getrakmoyan telt 4330 inwoners (volkstelling 2010).